# Freeman (Missouri)
Pour les articles homonymes, voir Freeman.
Freeman est une ville du comté de Cass, dans le Missouri, aux États-Unis,. Située à l'ouest du comté, elle est incorporée en 1958.

## Démographie
Lors du recensement de 2010, la ville comptait une population de 482 habitants. Elle est estimée, en 2016, à 487 habitants.

## Source de la traduction
- (en) Cet article est partiellement ou en totalité issu de l’article de Wikipédia en anglais intitulé « Freeman, Missouri » (voir la liste des auteurs).